# Alfred Hauge
Alfred Hauge född 1915, död 1986, var en norsk författare och journalist från Finnøy kommun i Ryfylke i Rogaland.
Alfred Hauge växte upp på ön Kyrkjøy. På Kyrkjøy står Sjernarøy kyrkje, en långkyrka i trä från 1636. Vid kyrkan är det rest ett minnesmärke över Alfred Hauge. Hauge var speciellt intresserad av den norska utvandringen till Amerika. Han skrev bland annat en trilogi om utvandrarpionjären Cleng Peerson. För denna belönades han med Kritikerpriset 1965.Alfred Hauge skrev både på nynorska och bokmål. Författaren Kolbjørn Hauge var en yngre bror till Alfred Hauge.